# PX 50
PX 50 – dawny indeks giełdowy 50 największych spółek notowanych na Giełdzie Papierów Wartościowych w Pradze (Prague Stock Exchange).
Indeks wystartował 5 kwietnia 1994 roku na poziomie 1000 punktów. Wpływ akcji danej spółki zależała od jego aktualnej kapitalizacji - im większa kapitalizacja, tym większy udział w indeksie. Indeks był obliczany w godzinach od 9.30 do 16.00 w pięciominutowych odstępach. Od grudnia 2001 liczba spółek wchodzących w skład indeksu była zmienna.
20 marca 2006 PX 50 został zastąpiony indeksem cenowym PX.

## Skład indeksu
Największe spółki wchodzące w skład indeksu.
- ČEZ
- Erste Bank
- Komerční banka(inne języki)
- ČESKÝ TELECOM
- UNIPETROL
- Česká pojišťovna(inne języki)
- ZENTIVA(inne języki)
- Philip Morris ČR(inne języki)
- Severočeské doly(inne języki)
- Středočeská energetická
- Severočeská energetika(inne języki)
- ORCO
- Sokolovská uhelná
- Stavby silnic a železnic(inne języki)
- PARAMO